# 黑暗的速度
黑暗的速度（英語：The Speed of Dark）是美國作家伊莉莎白·穆恩於2002年出版的科幻小說，故事由一個自閉症者電腦編程師以第一人稱觀點來敘述，內容著重於自閉症者觀察世界的方式，以及其內心的自我衝突與懷疑。本書獲得2003年星雲獎的最佳長篇小說獎。

## 評析

### 書名由來
書中主角羅爾偶而會思考關於「黑暗的速度」的問題。黑暗是光所不及之處，因此黑暗消退的速度至少和光一樣快。但在一片漆黑的未知之中，是否黑暗有更快的速度呢？此問題影射了一般人對於自閉症者的內心思維與心智能力其實並不充分瞭解。

## 中譯書目
- 《黑暗的速度》 盧永山譯，小知堂文化出版，2005年（正體，台灣）（已絕版）
- 《黑暗的速度》 張家綺譯，繆思出版出版，2014年（正體，臺灣）